# You Rock My World
You Rock My World – pierwszy singel Michaela Jacksona promujący jego dziesiąty, a zarazem ostatni album studyjny Invincible, wydany w 2001 roku przez Epic Records.
Światowa premiera utworu odbyła się 29 sierpnia 2001 roku na antenie radia RMF FM.
Utwór spotkał się z różnymi recenzjami – część krytyków twierdziła, że nie jest on najlepszym materiałem piosenkarza, podczas gdy inni chwalili go za kompozycję i wokal. Trafił na dziesiąte miejsce listy Billboard Hot 100, tym samym zaznaczając pierwszą od sześciu lat obecność Michaela na listach przebojów.

## Teledysk
W ramach promocji utworu nakręcono czternastominutowy teledysk, będący pewnego rodzaju połączeniem Smooth Criminal i The Way You Make Me Feel.
W filmie również postać grana przez Chrisa Tuckera wielokrotnie nawiązuje do starszych utworów Jacksona takich jak: „Beat It”, „P.Y.T. (Pretty Young Thing)”, „The Girl Is Mine”, „Bad” czy „Dangerous”.
Reżyserem klipu był Paul Hunter, a gościnnie wystąpili w nim przyjaciele Jacksona – Chris Tucker oraz Marlon Brando. W teledysku grają również tacy aktorzy jak Michael Madsen czy Billy Drago.
Klip zdobył nagrodę NAACP Image Award w kategorii Outstanding Music Video w 2002 roku.

## Wykonania na żywo
Jackson zaśpiewał ten utwór publicznie tylko dwa razy we wrześniu 2001 w Madison Square Garden w Nowym Jorku – podczas dwóch koncertów celebrujących trzydziestolecie jego solowej kariery. Utwór miał być również wykonywany podczas This Is It Tour.
Utwór został nominowany do nagrody Grammy w kategorii Best Male Pop Vocal Performance w 2002 roku.

## Lista utworów

### Wielka Brytania
1. Intro/„You Rock My World” – 5:39
2. „You Rock My World” (Radio edit) – 4:25
3. „You Rock My World” (Instrumental) – 5:06
4. „You Rock My World” (A cappella) – 4:47

### Europa i Australia
1. Intro – 0:32
2. „You Rock My World” (Album version) – 5:07
3. „You Rock My World” (Radio edit) – 4:25
4. „You Rock My World” (Instrumental) – 5:07
5. „You Rock My World” (A cappella) – 5:01

W oficjalnym remiksie pojawił się Jay-Z

## Notowania
| Lista (2001)                                    | Najwyższa pozycja |
| ----------------------------------------------- | ----------------- |
| Lista Przebojów Programu Trzeciego              | 40                |
| Australian ARIA Singles Chart                   | 4                 |
| Austrian Singles Chart                          | 9                 |
| Belgium Flanders Singles Chart                  | 4                 |
| Belgium Walonia Singles Chart                   | 2                 |
| Danish Singles Chart                            | 2                 |
| Dutch Singles Chart                             | 2                 |
| Finnish Singles Chart                           | 2                 |
| French Singles Chart                            | 1                 |
| Irish Singles Chart                             | 4                 |
| Italian Singles Chart                           | 3                 |
| New Zealand RIANZ Singles Chart                 | 13                |
| Norwegian Singles Chart                         | 2                 |
| Spanish Singles Chart                           | 1                 |
| Swedish Singles Chart                           | 5                 |
| Swiss Singles Chart                             | 5                 |
| UK Singles Chart                                | 2                 |
| U.S. Billboard Hot 100                          | 10                |
| U.S. Billboard Hot R&B/Hip-Hop Singles & Tracks | 13                |
| Lista (2009)                                    | Najwyższa pozycja |
| Swiss Singles Chart                             | 46                |
| UK Singles Chart                                | 60                |
| U.S. Billboard Hot Digital Songs                | 62                |

## Informacje szczegółowe
- Słowa, muzyka i aranżacja: Michael Jackson, Rodney Jerkins, Fred Jerkins III, LaShawn Daniels, Nora Payne
- Produkcja: Rodney Jerkins i Michael Jackson
- Wokale: Michael Jackson
- Intro: Michael Jackson i Chris Tucker
- Wszystkie instrumenty: Michael Jackson i Rodney Jerkins